# Rebecka Liljeberg
Rebecka Månstråle Liljeberg (* 13. Mai 1981 in Nykvarn) ist eine schwedische Schauspielerin und Ärztin.

## Biografie
Rebecka Liljeberg, die drei Geschwister hat, ist finnischer und schwedischer Herkunft. Ihr zweiter Name ist schwedisch und bedeutet Mondstrahl. 

In ihrer Kindheit zog die Familie sehr oft um, bevor sie mit 15 endgültig in Stockholm blieb. Von 1993 bis 1997 hat Liljeberg in der örtlichen Theatergruppe Nynäshamns Ungdoms Theater mitgespielt.
Mit neun Jahren hatte sie ihre erste kleine Rolle in einer Fernsehserie, ihren größten internationalen Erfolg hatte sie 1998 mit dem Film Raus aus Åmål, für den sie gemeinsam mit ihrer Filmkollegin Alexandra Dahlström den schwedischen Guldbagge-Filmpreis als Beste Hauptdarstellerin erhielt. Danach spielte sie in verschiedenen Filmen und Serien mit, bevor sie sich 2002 aus dem Filmgeschäft zurückzog, um Medizin am Karolinska Institutet bei Stockholm zu studieren. Dort wohnt sie heute mit ihrem Freund, mit dem sie inzwischen drei Kinder hat. In ihrem letzten Film Der Kuss des Bären von  Sergei Bodrow spielte sie an der Seite von Joachim Król. Der Film wurde auf den Internationalen Filmfestspielen von Venedig für den Goldenen Löwen nominiert.

## Filmografie
- 1991: Sunes jul (Fernsehserie), Regie: Stephan Apelgren, als Sophie Blixt
- 1997: Närkontakt, Regie: Geir Hansteen Jorgensen, als Nina
- 1998: Längtans blåa blomma (Miniserie), Regie: Lárus Ýmir Óskarsson, als Mally Marelius
- 1998: Raus aus Åmål (Fucking Åmål), Regie: Lukas Moodysson, als Agnes
- 1999: Där regnbågen slutar, Regie: Richard Hobert, als Sandra
- 1999: Sherdil, Regie: Gita Mallik, David Flamholc, als Sanna
- 2000: Födelsedagen, Regie: Richard Hobert, als Sandra
- 2000: Eva und Adam (Fernsehserie), Regie: Catti Edfeldt, als Frida
- 2000: Skärgårdsdoktorn (Fernsehserie), Regie: Lars Bill Lundholm, Gunilla Linn Persson, als Robin
- 2002: Der Kuss des Bären (Bear’s Kiss), Regie: Sergei Bodrow, als Lola